# Ait Ammar
Ait Ammar  (in arabo أيت عمار‎?) è un centro abitato e comune rurale del Marocco situato nella provincia di Khouribga, regione di Béni Mellal-Khénifra. Conta una popolazione di 4 260 abitanti (censimento 2014) e prende il nome dall'omonima tribù berbera che la abitava.